# Liste der Träger des Ordens von Oranien-Nassau (Rittergroßkreuz)

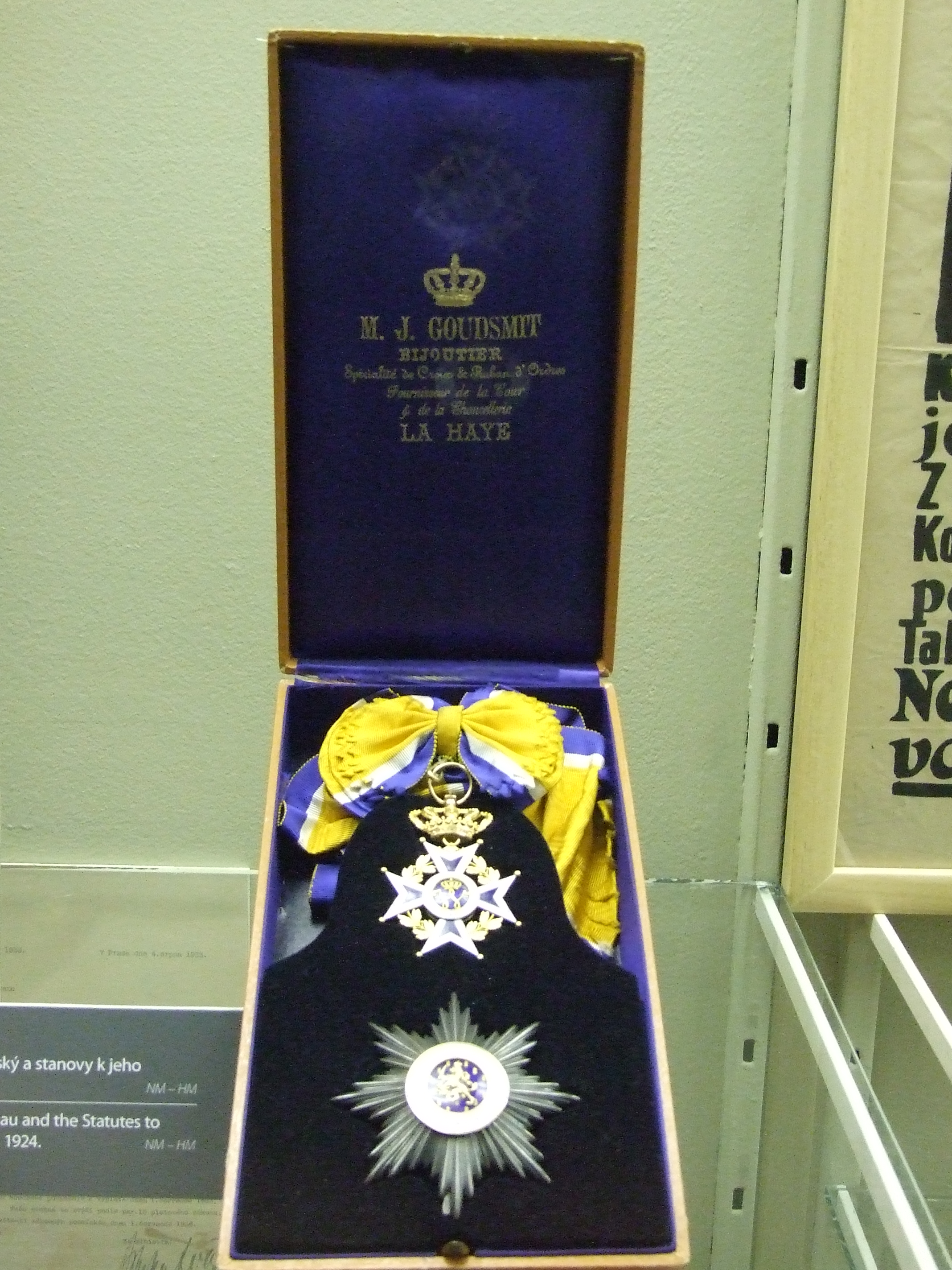

Die Liste der Träger des Ordens von Oranien-Nassau führt alle Träger des niederländischen Ordens von Oranien-Nassau in der Klasse Rittergroßkreuz (Ridder Grootkruis) auf:

## A
- Shinzo Abe (verliehen 2014)
- Albert II. von Belgien (* 1934), ehemaliger König der Belgier
- Dries van Agt (verliehen 1982)
- Bernard Jan Alfrink (verliehen 1963), Erzbischof von Utrecht
- Bert Anciaux (* 1959) (verliehen 2008)
- Frans Andriessen (verliehen 1993)

## B
- François Bacqué (1936–2023), französischer Geistlicher, Erzbischof und Diplomat (verliehen 2011)
- Robert Baden-Powell (1857–1941), britischer Offizier und Gründer der Pfadfinderbewegung (verliehen 1932)
- Jan Peter Balkenende (* 1956), Ministerpräsident (verliehen 2010)
- José Manuel Barroso (verliehen 1992)
- Ra’ana Liaquat Ali Khan (verliehen 1961)
- Louis Beel (verliehen 1958)
- Xavier Bettel (verliehen 2018)
- Barend Biesheuvel (verliehen 1991)
- Hans van den Broek (verliehen 1993)

## C
- Jo Cals (verliehen 1963)
- Andrew Carnegie (verliehen 1913)
- Leopold Chalupa (verliehen 1987)
- Charles III.

## D
- Jan Donner (verliehen 1961)
- Benedikte zu Dänemark

## E
- Emma zu Waldeck und Pyrmont
- Indulis Emsis (* 1952), Ministerpräsident der Republik Lettland

## F
- Eduard Weikhart, österreichischer Staatssekretär

## G
- Willem van Goltstein van Oldenaller (verliehen 1898)
- Andries Cornelis Dirk de Graeff (1872–1957), Generalgouverneur von Niederländisch-Ostindien, Außenminister

## H
- Jaap de Hoop Scheffer (* 1948), Generalsekretär der NATO (verliehen am 6. Juli 2009)

## I
- Alexander Willem Frederik Idenburg (verliehen 1916)

## J
- Piet de Jong (verliehen 1971)

## K
- Bob Kaper (* 1939) (verliehen 1999)
- Abraham van Karnebeek (verliehen 1918)
- Eelco van Kleffens (verliehen 1949)
- Marga Klompé (1912–1986), Staatsministerin (verliehen 1971)
- Wim Kok (1938–2018), Ministerpräsident (verliehen am 10. Dezember 2002)
- Jan de Koning (verliehen 1989)

## L
- Wilhelmus Frederik van Leeuwen (verliehen 1928)
- Piet Lieftinck (verliehen 1979)
- John Loudon (verliehen 1930)
- Guillaume von Luxemburg (verliehen 2012)

## M
- Mathilde d’Udekem d’Acoz
- Reneke de Marees van Swinderen (1860–1955) (verliehen 1923)
- Angela Merkel (verliehen 2022)
- Heinrich zu Mecklenburg
- Edgar Michiels van Verduynen (verliehen 1949)
- Alois Mock (1934–2017), Außenminister der Republik Österreich
- Hubertus van Mook (1894–1965), Luitenant-Gouverneur-Generaal in Niederländisch-Indien (verliehen am 4. September 1947)
- Ernest Mühlen (1926–2014), luxemburgischer Politiker

## N
- Chester Nimitz
- Haakon von Norwegen
- Mette-Marit von Norwegen
- Tarquinius Noyon

## O
- Pieter Oud (verliehen 1957)

## P
- Philippe von Belgien (* 1960), König der Belgier
- René Pleven (1901–1993), Premierminister von Belgien
- Prosper Poullet (1868–1937), Premierminister von Belgien
- David Petraeus (verliehen 2012)
- Karl Otto Pöhl (verliehen 1992)

## R
- Bodo Ramelow (verliehen 2021)
- Anders Fogh Rasmussen (verliehen 2014)
- Didier Reynders (verliehen 2016)
- Willem Frederik Rochussen (verliehen 1901)
- Herman van Roijen (verliehen 1969)
- Herman Van Rompuy (verliehen 2014)
- Bram Rutgers (verliehen 1954)

## S
- Ad Simonis (1931–2020), Erzbischof von Utrecht (verliehen am 8. Dezember 2007)
- Josef van Schaik (verliehen 1954)
- Wolfgang Schäuble (verliehen 2018)
- Werner Schaurte-Küppers (verliehen 2022)
- Norbert Schmelzer (verliehen 1991)
- Johan Willem Meinard Schorer (verliehen 1898)
- Thaksin Shinawatra (verliehen 2004)
- Cristina von Spanien (verliehen 1985)
- Elena von Spanien (verliehen 1985)
- Felipe von Spanien
- Fons van der Stee (verliehen 1982)
- Dirk Stikker (verliehen 1965)
- Franz Josef Strauß (1915–1988), Verteidigungsminister der Bundesrepublik Deutschland (verliehen 1960)

## T
- Herman Tjeenk Willink (verliehen 2012)
- Jean-Claude Trichet (* 1942) (verliehen 2011)

## V
- Ronald Venetiaan (* 1936), Minister für Bildung und Volksentwicklung (verliehen 1978)
- Gustave Marie Verspijck (1822–1909), General

## W
- Willem Marcus van Weede van Berencamp
- Stephan Weil, Niedersächsischer Ministerpräsident (Juni 2021)
- Diana Windsor
- Johannes Willebrands (1909–2006), Erzbischof von Utrecht

## Y
- Masaaki Yamazaki (verliehen 2014)

## Z
- Jelle Zijlstra